# 70 minutos para huir
70 minutos para huir (en inglés: Miracle Mile) es una película de suspenso apocalíptico estadounidense de 1988 escrita y dirigida por Steve De Jarnatt y protagonizada por Anthony Edwards y Mare Winningham. La película se desarrolla principalmente en tiempo real. Lleva el título del barrio Miracle Mile de Los Ángeles, donde tiene lugar la mayor parte de la acción.

## Sinopsis
La película transcurre en un solo día y noche. La película comienza con los dos personajes principales, Harry (Anthony Edwards) y Julie (Mare Winningham), que se encuentran en La Brea Tar Pits y se enamoran de inmediato. Después de pasar la tarde juntos, definen una cita para encontrarse después de que termine su turno a la medianoche en una cafetería local, pero, a causa de un corte de energía, la alarma de Harry no funciona y Julie se va a casa.
Cuando Harry se despierta esa noche, se da cuenta de lo que ha sucedido y corre a la tienda, llegando tarde a las 4 a. m. Harry intenta llamar a Julie desde un teléfono público, pero solo logra dar con su contestador automático, donde deja una disculpa. Cuando suena el teléfono momentos después, lo contesta y escucha a un hombre frenético llamado Chip, que le dice a su padre que la guerra está a punto de estallar en menos de setenta minutos. Cuando Harry finalmente tiene la oportunidad de hablar y pregunta quién llama, Chip se da cuenta de que marcó el código de área equivocado. Chip luego le ruega a Harry que llame a su padre y se disculpe por algún error del pasado antes de que lo confronten, y presumiblemente le disparen. Una voz desconocida toma la línea y le dice a Harry que olvide todo lo que escuchó «y vuelva a dormir» antes de desconectarse.
Harry, confundido y no del todo convencido de la realidad de la información, regresa al restaurante y les cuenta a los demás clientes lo que ha escuchado. Mientras los clientes se burlan de su historia, uno de ellos, una misteriosa mujer de negocios llamada Landa (Denise Crosby), llama a varios políticos de Washington desde su teléfono inalámbrico y descubre que de repente todos se dirigen al «extremo del hemisferio sur». Después de que Harry le dice algunos códigos de lanzamiento que Chip le dio, ella verifica que son reales y, convencida del peligro, inmediatamente alquila aviones privados desde el Aeropuerto Internacional de Los Ángeles a un complejo en una región de la Antártida sin lluvia. La mayoría de los clientes y el personal se van con ella en la furgoneta de reparto del propietario, que parece estaba listo para enfrentar una situación así. Cuando el propietario va al aeropuerto en su camión repartidor a gran velocidad, se niega a hacer paradas en medio de la carretera, Harry, que no está dispuesto a irse sin Julie, hace arreglos para encontrarse con el grupo en el aeropuerto y salta del camión.
Varios extraños ayudan y obstaculizan a Harry, que inicialmente no se dan cuenta del apocalipsis inminente. En el proceso, sin darse cuenta, causa varias muertes y eso lo conmueve profundamente, pero aun así continúa. Cuando encuentra a Julie y le dice lo que sucede, ella nota que no hay confirmación del ataque.  Sin embargo notan, a través de una radio policial que toda la Policía de Los Angeles recibe repentinamente órdenes de acuartelarse inmediatamente. Desesperado por llegar al aeropuerto y sin tener un automóvil, Harry encuentra a un piloto de helicóptero (Brian Thompson) y le dice que se reúna con ellos en el techo del Mutual Benefit Life Building, donde Landa ordenó que se entregara un helicóptero y una gran cantidad de suministros para escapar. Julie también ha intentado encontrar un piloto por su cuenta y, en los momentos que tarda en encontrarla, Los Ángeles se sume en un caos violento porque el rumor de un ataque nuclear furtivo se extiende. Todavía no hay confirmación de que nada de esto sea real, y Harry se pregunta si ha provocado un falso pánico masivo como en el ejemplo de Chicken Little. Sin embargo, cuando usa una cabina telefónica para comunicarse con el padre del hombre que lo llamó (usando el número de la cabina y el código de área que el hombre estaba tratando de usar), se comunica con un hombre que dice que su hijo es soldado. Harry intenta transmitir el mensaje que le dieron, pero el hombre cuelga antes de que Harry termine; el caos sigue, hay atolladeros de vehículos, ocurren lacras propias de los impulsos humanos, que casi provocan la muerte a Harry, varias personas se detienen en los escaparates para saquearlos o ver los boletines de emergencia emitidos por periodistas igualmente desesperados e histéricos.
Cuando llegan a la parte superior del edificio de Mutual Benefit, encuentran la plataforma del helipuerto vacía, con solo el compañero de trabajo borracho de Landa (Kurt Fuller) en el techo mortificado de no haberle hecho caso a ella. Cualquier duda sobre una falsa alarma se elimina cuando se puede ver un misil y su estela de calor surcando el cielo. Harry y Julie se resignan a su suerte atroz, pero el helicóptero aterriza repentinamente con el piloto malherido pero cumpliendo su promesa de volver por ellos. Después de que despegan del techo, golpean muy cerca varias ojivas nucleares y el pulso electromagnético nuclear de las detonaciones hace que el helicóptero se estrelle contra los pozos de La Brea. Mientras el helicóptero se hunde y la cabina se llena de alquitrán de asfalto natural, Harry intenta consolar a una histérica Julie diciéndole que algún día los encontrarán y probablemente los pondrán en un museo, o tal vez reciban un golpe directo y se conviertan en diamantes. Julie, aceptando su destino, se calma y se consuela con las palabras de Harry, y la película se desvanece cuando el alquitrán llena el compartimiento. Una explosión final parece implicar que se ha producido un impacto directo sobre la ciudad.

## Reparto
| Actor              | Personaje                    |
| ------------------ | ---------------------------- |
| Anthony Edwards    | Harry Washello               |
| Mare Winningham    | Julie Peters                 |
| John Agar          | Ivan Peters                  |
| Lou Hancock        | Lucy Peters                  |
| Mykelti Williamson | Wilson                       |
| Kelly Jo Minter    | Charlotta                    |
| Kurt Fuller        | Gerstead                     |
| Brian Thompson     | Piloto de helicóptero        |
| Denise Crosby      | Landa                        |
| Robert DoQui       | Cocinero Fred                |
| O-Lan Jones        | Camarera Susie               |
| Claude Earl Jones  | Harlan                       |
| Alan Rosenberg     | Mike                         |
| Danny De La Paz    | Travesti Roger               |
| Earl Boen          | Borracho en Diner            |
| Raphael Sbarge     | Voz de Chip                  |
| Lucille Bliss      | Anciana en Diner             |
| Diane Delano       | Azafata                      |
| Edward Bunker      | Vigilante nocturno           |
| Peter Berg         | Miembro de la banda          |
| Richard Biggs      | Brian Jones                  |
| Jenette Goldstein  | Muchacha #1 de Beverly Hills |

## Producción
Antes de que se hiciera 70 minutos para huir, su producción había sido legendaria en Hollywood durante diez años. En 1983 había sido elegido por la revista American Film como uno de los diez mejores guiones sin realizar. Steve De Jarnatt la escribió recién salido del American Film Institute para Warner Brothers con la esperanza de dirigirla también. El estudio quería hacerlo a mayor escala y no quería confiar el proyecto a un director primerizo como De Jarnatt.
70 minutos para huir pasó tres años en el limbo de la producción hasta que De Jarnatt se hizo con la opción y compró el guion por 25 000 dólares. Lo reescribió y el estudio le ofreció 400 000 dólares para volver a comprarlo. Él los rechazó. Cuando se la ofreció a otros estudios, se resistieron a la mezcla de romance y guerra nuclear y al final pesimista de la película. En un momento, casi se convirtió en el guion de Twilight Zone: The Movie, que finalmente se hizo por separado. Antes de que se eligiera a Anthony Edwards, la producción casi comenzó con Nicolas Cage y Kurt Russell. Sobre el guion, Edwards dijo: «Me asustó muchísimo. Realmente también me enojó [...] Simplemente no podía creer que alguien hubiera escrito esto.» John Daly de Hemdale Films le dio a De Jarnatt 3,7 millones de dólares para hacer la película.
Edwards recordó más tarde:

Ese era un guion que todos querían hacer, pero querían que él cambiara el final. Era esta gran aventura, pero querían que tuviera un final feliz. Pero aguantó, y afortunadamente aguantó el tiempo suficiente para que yo tuviera la edad suficiente para interpretar el papel. [Risas] Así que tuve que hacerlo, y lo hicimos en un momento en que realmente no había una pantalla verde para los efectos especiales. Tenías que usar lo que había allí. Es sorprendente lo anticuada que se ve esa película ahora, debido a nuestra capacidad de hacer cosas técnicamente ahora. Quiero decir, realmente parece anticuado. Mare Winningham es una de las mejores actrices de la historia. Sin embargo, fueron ocho semanas de filmación nocturna, por lo que estarías manejando a casa desde el trabajo como a las 6 de la mañana, después de haber tomado una cerveza, y luego de repente dices: «Oh, Dios mío, ¿qué hace la gente?» ¿Piensas en alguien tomando una cerveza a las 6 de la mañana cuando todos los demás van camino al trabajo? [Risas]

Se utilizaron las siguientes ubicaciones en Los Ángeles: Johnie's Coffee Shop; La Brea Tar Pits; los distritos de Miracle Mile y Fairfax; y el Pan-Pacific Auditorium.

## Recepción
70 minutos para huir recibió críticas generalmente positivas entre los críticos. El agregador de reseñas Rotten Tomatoes informó que el 90% de los críticos le dieron a la película una reseña positiva, según 32 reseñas.
Roger Ebert elogió la película y afirmó que tenía una «eficacia diabólica» y una sensación de «terror real». En su reseña para el Washington Post, Rita Kempley escribió: «Parece que [De Jarnatt] no está comprometido con su historia o sus personajes, sino con la idea de que está diciendo algo profundo, lo cual no es así.» Stephen Holden, en The New York Times, escribió: «Como Harry y Julie, el señor Edwards y la señora Winningham forman una pareja inusualmente refrescante.» En su reseña para el Boston Globe, Jay Carr la llamó: «[...] una película desordenada, pero tiene energía, urgencia, convicción y calor y no la olvidarás pronto.» El crítico de cine y televisión británico Charlie Brooker, en un artículo para el sitio web de la BAFTA escrito en septiembre de 2008, otorgó a 70 minutos para huir el honor de tener la «Mayor sacudida de tono» de cualquier película que haya visto.

### Premios
Ganados
- Festival de Cine de Sitges: Mejores efectos especiales; 1989.
- Premios Saturn: Mejor lanzamiento de película clásica en DVD; 2016.

Nominaciones
- Festival de Cine de Sitges: Mejor película; 1989
- Festival de Cine de Sundance: Gran Premio del Jurado; 1989.
- Premios Independent Spirit: Mejor guion, Steve De Jarnatt; Mejor actriz de reparto, Mare Winningham; 1989.